# Pseudanthistiria heteroclita
Pseudanthistiria heteroclita är en gräsart som först beskrevs av William Roxburgh, och fick sitt nu gällande namn av Joseph Dalton Hooker. Pseudanthistiria heteroclita ingår i släktet Pseudanthistiria och familjen gräs. Inga underarter finns listade i Catalogue of Life.